# Ben-Hur (film 2016)
Ben-Hur è un film del 2016 diretto da Timur Bekmambetov.
La pellicola è l'adattamento cinematografico dell'omonimo romanzo scritto da Lew Wallace, si tratta del quinto adattamento, la cui trasposizione più celebre è il film del 1959 diretto da William Wyler con protagonista Charlton Heston.

## Trama
Impero di Tiberio: il nobile Giuda Ben-Hur, ebreo di Gerusalemme, vive felicemente con il fratello adottivo Messala Severus, un romano trovato orfano da bambino. I due amano cavalcare, ma un giorno Messala si stufa della vita che compie e preferisce distinguersi nelle guerre espansionistiche di Roma, diventando centurione.
Tre anni dopo Giuda è sposato con Esther e, quando Messala torna a Gerusalemme, la città è sempre più governata da Roma e le differenze sociali e religiose si sentono bene: le guarnigioni romane sono minacciate dagli attacchi degli anarchici Zeloti e il governatore Ponzio Pilato chiede a Messala di intervenire. Lui chiede a Giuda di parlare al popolo di Gerusalemme, ma un primo incontro con Gesù gli fa capire che rispondere alla violenza con la violenza è inutile. Il giorno dell'arrivo di Pilato, lo zelota Dismas tenta di uccidere il governatore scagliandogli contro una freccia, dalla terrazza della casa di Giuda, il quale si dichiara colpevole al posto di Dismas, che fugge. Messala è costretto ad arrestare il fratello, per non incorrere nell'accusa di tradimento. Giuda è fatto schiavo nelle galee di guerra di Roma e la sua famiglia condannata alla crocifissione.
Passati cinque anni di schiavitù, Giuda si salva grazie a una disfatta di Roma in mare contro i ribelli Greci. Arrivato sulle coste asiatiche su un pezzo di nave, viene soccorso dallo sceicco Ilderim, un mercante che scommette sulle corse, e Ben-Hur, conoscendo bene i cavalli, gli chiede di non riconsegnarlo a Roma e cura un suo cavallo. Ilderim lo libera e lo porta con sé per permettere a Giuda di vendicarsi, trovando e uccidendo Messala. A Gerusalemme Giuda ritrova Esther e vuole conoscere la vera sorte di sua madre e sua sorella. Nel frattempo attira Messala e cerca di ucciderlo, ma deve scappare a causa dell'arrivo di rinforzi. Per l'aggressione a Messala vengono giustiziati 20 giudei a caso per le strade della città. Esther capisce che Giuda è andato dal fratello, pur avendogli detto di stare lontano perché è intoccabile, e lo lascia per aver provocato la morte di 20 innocenti. Ilderim propone a Giuda di gareggiare alle corse con le quadrighe, per poter battere Messala. Grazie alla debolezza di Messala, Ilderim corrompe Pilato per iscrivere Giuda. Nel frattempo, un romano di nome Druso, che è stato sottufficiale di Messala, va da Giuda e gli dice di aver salvato la sua famiglia dalla crocifissione; l'uomo scopre così che la madre e la figlia sono vive e che sono rinchiuse nel lazzaretto fuori Gerusalemme, perché lebbrose. La gara si compie e alla fine rimangono a gareggiare solo i due nemici Giuda e Messala, che perde nel tentativo di disarcionare Ben-Hur.
Mentre Gesù, accusato dai Farisei di sedizione e bestemmie, condannato e crocifisso, muore, Ben-Hur comprende tutto il messaggio di Perdono, che prima non aveva ascoltato, e lo comprende vedendo il miracolo della guarigione dal morbo della sua famiglia e dalla conversione di Messala, che gli chiede perdono.

## Produzione
Il budget del film è stato di 100 milioni di dollari.
Le scene sono state girate nei Sassi di Matera e negli studi di Cinecittà a Roma.

## Promozione
Il primo trailer viene diffuso il 16 marzo 2016, seguito subito dopo dalla versione italiana.

## Distribuzione
Il film è stato distribuito nelle sale cinematografiche statunitensi a partire dal 19 agosto 2016, mentre in Italia dal 29 settembre seguente.

## Accoglienza

### Incassi
Costato 100 milioni di dollari più le spese di marketing, il film ha riportato una perdita per la Metro-Goldwyn-Mayer di circa 100 milioni e per la Paramount Pictures circa 13.

### Critica
Sull'aggregatore Rotten Tomatoes ha una percentuale di gradimento del 25% basato su 187 recensioni, con un voto medio di 4,6 su 10. Su Metacritic ottiene un punteggio di 38 su 100 basato su 34 recensioni.